# Barbadelo
Barbadelo  oder Santiago de Barbadelo ist ein Ort am Rande des Jakobsweges. Er liegt in der Provinz Lugo der Autonomen Gemeinschaft Galicien in Spanien, administrativ ist er von Sarria abhängig.

## Geschichte
Zu Beginn des 11. Jahrhunderts war Barbadelo ein von Samos abhängiges Doppelkloster. Nach der Desamortisation in Spanien wandelte es sich zu einem zivilen Ort und Pfarrgemeinde.

## Sehenswertes

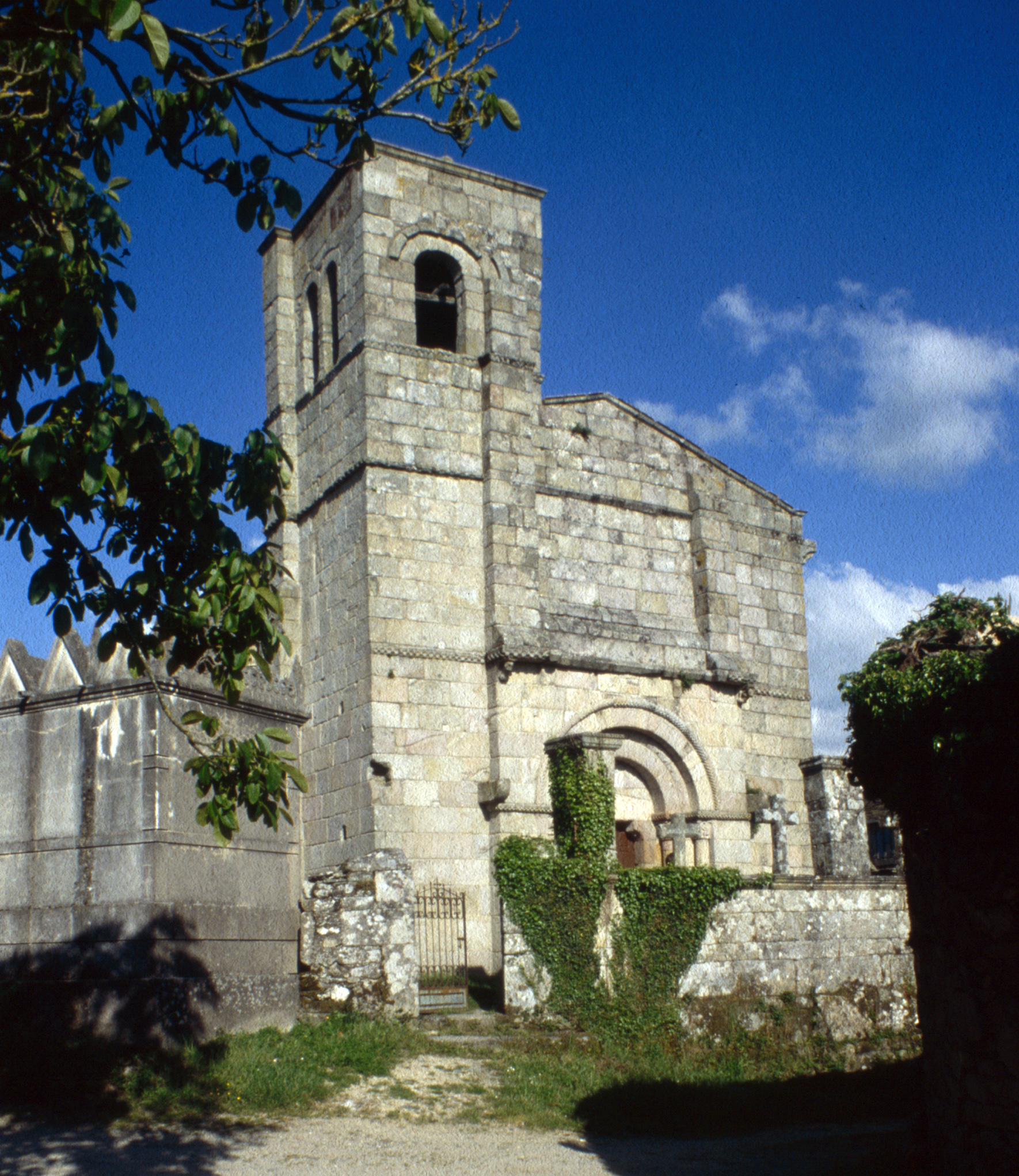
Kirche in Santiago de Barbadelo

Barbadelo verfügt mit der romanischen Jakobskirche (Igrexa de Santiago de Barbadelo) über eine Sehenswürdigkeit von nationalem Wert. Sie wurde Ende des 12. Jahrhunderts gebaut. Der Grundriss ist rechteckig, das Mauerwerk aus behauenen Granitsteinen. Das Hauptportal ist mit zwei glatt gearbeiteten Archivolten die nach außen mit einem Schachbrettfries abgegrenzt sind und auf Säulen ruhen, die mit Mensch- und Tiermotiven geschmückt sind. Eine weitere Tür ist mit Jakobsmuschel geschmückt, ihre Säulen mit Pflanzenmotiven. An der Nordostecke erhebt sich ein Turm über quadratischer Grundfläche. Der Altarraum ist auf Granitsäulen gestützt, das Retabel ist im Barockstil gestaltet.
Innerhalb des Gemeindegebiets befinden sich die Reste eines befestigten keltiberischen Dorfs, des Castro das Paredes.